# Кетцалькоатль (рід птерозаврів)
Кетцалькоатль (Quetzalcoatlus) — рід птерозаврів-аждархідів, відомих з пізньої крейди маастрихтського віку Північної Америки. Його назва походить від імені ацтекського бога Кетцалькоатля — птахоподібного змія. Типовим видом є Quetzalcoatlus northropi, названий Дугласом Лоусоном у 1975 році. Рід також включає менший вид Q. lawsoni, який багато років був відомий як безіменний вид, до того як був названий Браяном Андресом і Ванном Ленгстоном-молодшим (посмертно) у 2021 році. Q. northropi здобув популярність як, імовірно, найбільша літаюча тварина з коли-небудь виявлених.

## Відкриття та види
Перші скам'янілості кетцалькоатля були знайдені в Техасі в маастрихтській формації Джавеліна в Національному парку Біг-Бенд (датовані приблизно 68 мільйонами років тому) в 1971 році Дугласом А. Лоусоном, який на той час був аспірантом геології в Джексонській школі геологічних наук при Техаському університеті. Зразок складався з частини крила (у птерозаврів воно складалося з передпліччя і подовженого четвертого пальця) особини, розмах крил якої, за пізнішими оцінками, перевищував 10 метрів.
Лоусон розкопав друге місцезнаходження того ж віку, приблизно за 40 км від першого, де в період між 1972 і 1974 роками він і професор Ванн Ленгстон-молодший з Техаського меморіального музею розкопали три фрагментарні скелети значно менших за розмірами особин. Лоусон у 1975 році оприлюднив цю знахідку у статті в журналі «Science». Того ж року, в наступному дописі до того ж журналу, він зробив оригінальний великий зразок, ТММ 41450-3, голотипом нового роду і виду, Quetzalcoatlus northropi. Назва роду походить від імені ацтекського бога-птаха Кетцалькоатля. Видова назва була дана виду на честь Джона Кнудсена Нортропа, засновника корпорації Northrop, який керував розробкою великих «літаючих крил», що нагадують кетцалькоатля формою.
Спочатку припускали, що менші екземпляри були ювенільними або підлітковими особинами того ж виду. Пізніше, коли було знайдено більше решток, стало зрозуміло, що вони могли бути окремим видом. Цей можливий другий вид з Техасу був тимчасово названий Quetzalcoatlus sp.. Александером Кельнером і Ленгстоном у 1996 році, оскільки його статус був надто невизначеним, щоб дати йому повну видову назву. Менші зразки є повнішими, ніж голотип Q. northropi, і включають чотири часткові черепи, хоча вони набагато менш масивні, з оціночним розмахом крил 5,5 м. Цей вид був названий Q. lawsoni у 2021 році на честь першовідкривача роду.

## Опис

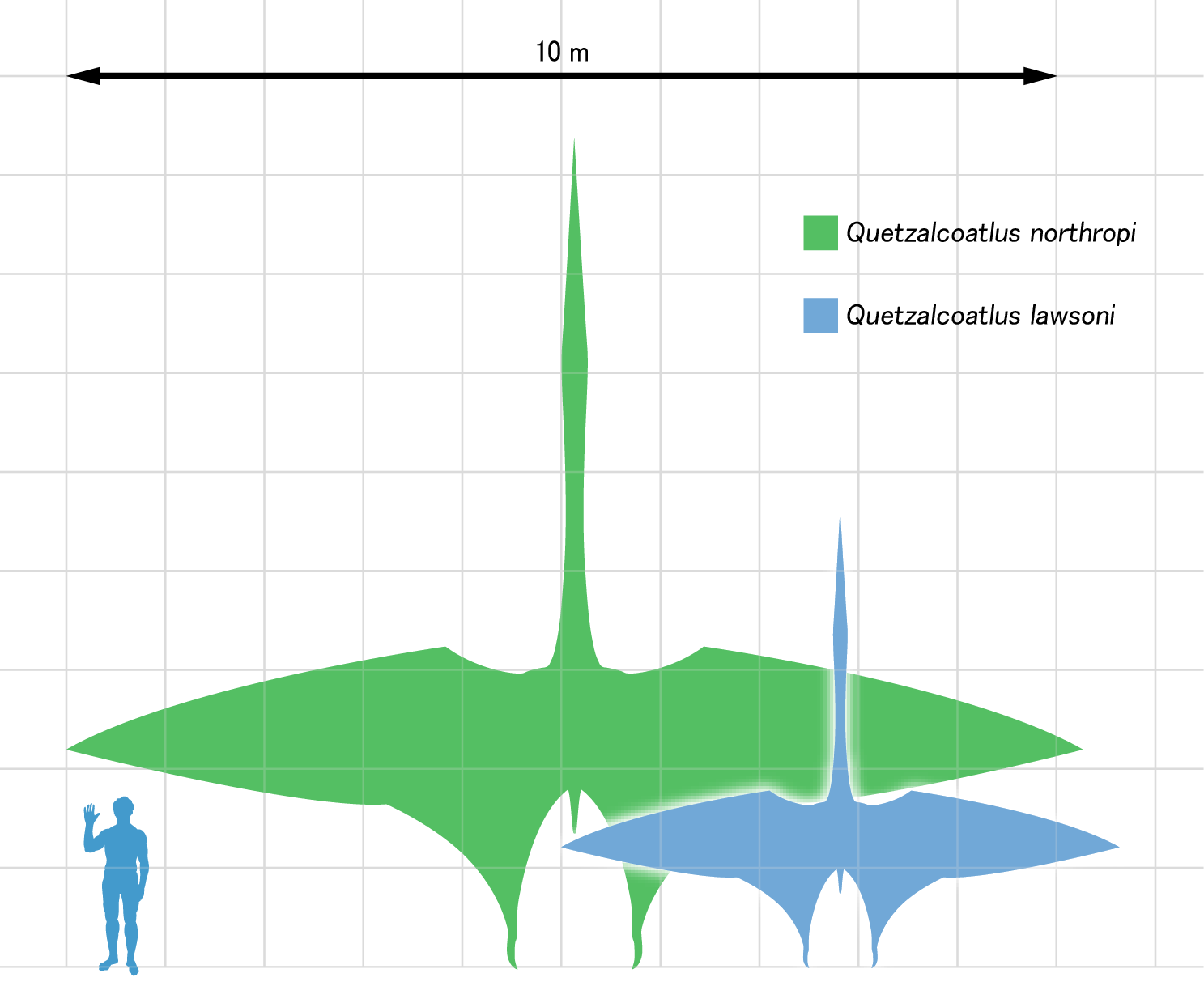
Порівняння розмірів людини з Q. northropi (зелений) та Q. lawsoni (синій)

### Розміри
Після опису виду у 1975 році, вчені підрахували, що найбільші скам'янілості кетцалькоатля належали особині з розмахом крил до 15,9 м. Середні значення з трьох екстраполяцій пропорцій інших птерозаврів дало оцінку 11 м, 15,5 м і 21 м відповідно. У 1981 році подальші дослідження знизили ці оцінки до 11—12 м.
За останніми оцінками, що ґрунтуються на кращому знанні пропорцій аждархідів, розмах крил кетцалькоатля оцінюється у 10—11 м. Рештки, знайдені в Техасі в 1971 році, дозволяють припустити, що цей птерозавр мав мінімальний розмах крил близько 11 м. Загальна висота у двоногій стійці, виходячи з розмаху крил, мала б становити щонайменше 3 м у плечах.
Оцінити масу тіла гігантських аждархідів надзвичайно проблематично, оскільки жоден з нині існуючих видів не має схожого розміру або плану тіла, і, як наслідок, опубліковані результати дуже різняться між собою. Узагальнена вага, заснована на деяких дослідженнях, що дали історично низькі підрахунки ваги кетцалькоатля, становила щонайменше 70 кг для 10-метрової особини. Більшість оцінок, опублікованих з 2000-х років, були значно вищими — близько 200—250 кг.
У 2021 році Кевін Падіан та його колеги підрахували, що Q. lawsoni важив би 20 кг для особин з розмахом крил 4,5 м. У 2022 році Грегорі С. Пол підрахував, що Q. lawsoni має розмах крил 5 м, довжину тіла 3,5 м і масу тіла 65 кг.

## Палеобіологія

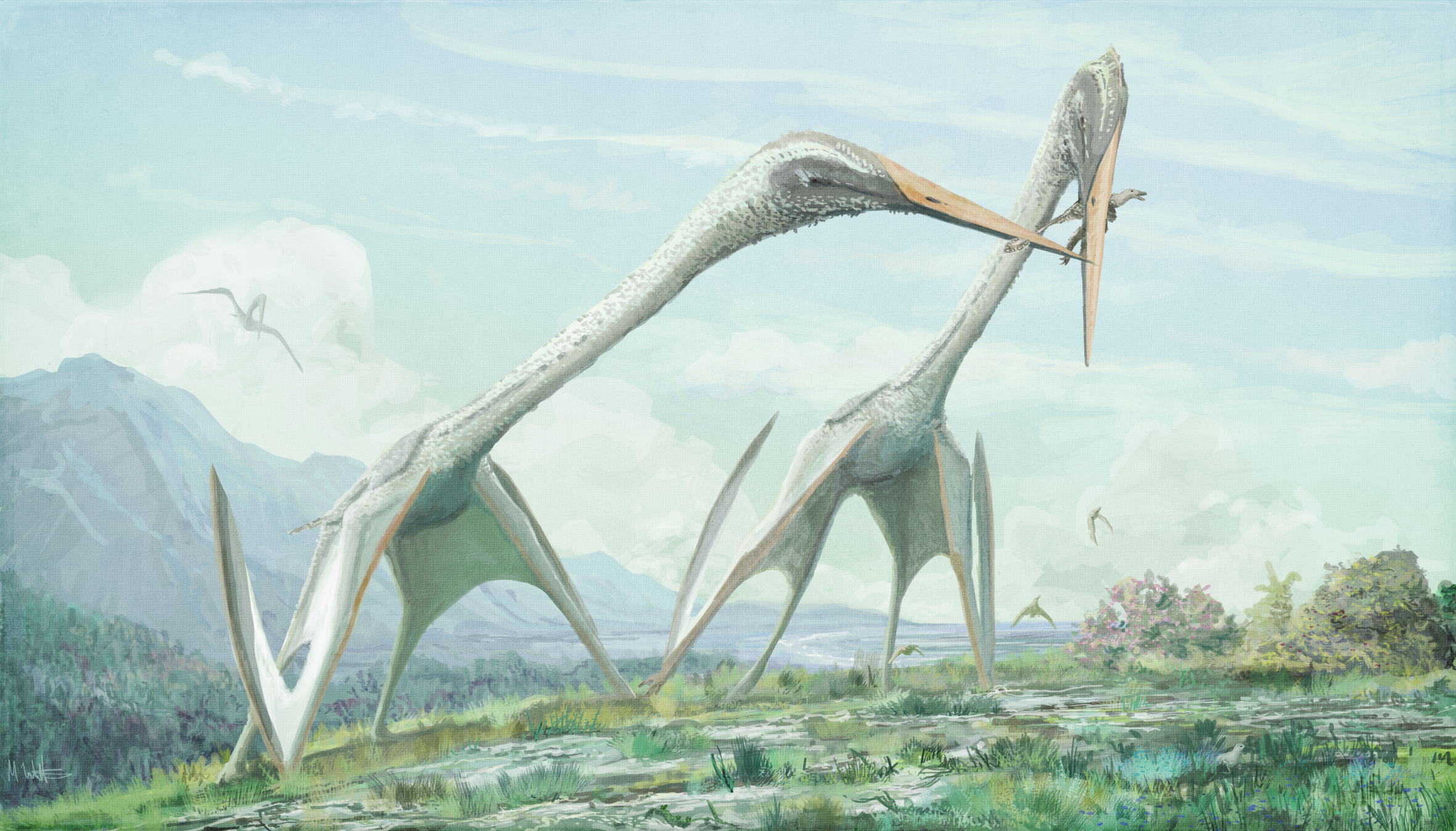
Arambourgiania philadelphiae, близький родич кецалькоатля, свариться з іншою особиною через маленького теропода, схопленого на землі

### Харчування
Про життєвий уклад кетцалькоатля існує кілька припущень. Оскільки кістки були знайдені за сотні кілометрів від берегової лінії, і слідів великих річок або глибоких озер знайдено не було, Дуглас Лоусон у 1975 році відкинув теорію про рибальську природу кетцалькоатля, припустивши, що тварина харчувалася падлом подібно до африканського марабу. Лоусон знайшов викопні залишки гігантського птерозавра під час пошуків кісток аламозавра, який був важливою частиною екосистеми формації Джавеліна.
У 1996 році Томас Леман і Вонн Ленгстон вказали, що будова нижньої щелепи відрізняється від будови типових птахів-збирачів мертвеччини. Вони припустили, що довга шия і довгі беззубі щелепи давали змогу кетцалькоатлю харчуватися приблизно як сучасні водорізи, ловлячи рибу під час польоту над водою, прочісуючи хвилі дзьобом.
Однак дослідження 2007 року показало, що для такого великого птерозавра подібний політ був би занадто енерговитратний через сильний лобовий опір дзьоба у воді.

### Політ
Дослідження проведене у 2022 році припускає, що вони могли літати лише зрідка і на короткі відстані, як дрохва африканська (найважчий у світі птах, який активно літає), і що вони взагалі не могли парити. Дослідження Q. northropi та Q. lawsoni, опубліковані у 2021 році Кевіном Падіаном, натомість припустили, що кецалькоатль був дуже сильним літуном. Хоча сам Падіан також припустив, що ноги та ступні, ймовірно, були підвернуті під тіло під час польоту, як у сучасних птахів, співавтори Джон Конвей і Джеймс Каннінгем підтримали систему, яка більше відповідає традиційним моделям польоту птерозаврів, де задні кінцівки були розкинуті, коли тварина перебувала в повітрі.